# Řitonice
Řitonice (en allemand : Ritonitz) est une commune du district de Mladá Boleslav, dans la région de Bohême-Centrale, en République tchèque. Sa population s'élevait à 88 habitants en 2020.

## Géographie
Řitonice se trouve à 14,5 km à l'est de Mladá Boleslav et à 60 km au nord-est de Prague.
La commune est limitée par Petkovy au nord-ouest, par Skyšice, un quartier exclavé de Domousnice, au nord, par Dolní Bousov à l'est, par Domousnice au sud-est, au sud et au sud-ouest.

## Histoire
La première mention écrite de la localité date de 1352.

## Transports
Par la route, Řitonice se trouve à 17,5 km de Mladá Boleslav et à 74 km du centre de Prague.